# Kalînivka, Berezivka
Kalînivka (în ucraineană Калинівка) este un sat în comuna Konopleane din raionul Berezivka, regiunea Odesa, Ucraina.

## Demografie
Componența lingvistică a localității Kalînivka
     Ucraineană (88,82%)
     Română (7,66%)
     Rusă (2,69%)
     Alte limbi (0,41%)
Conform recensământului din 2001, majoritatea populației localității Kalînivka era vorbitoare de ucraineană (88,82%), existând în minoritate și vorbitori de română (7,66%) și rusă (2,69%).